# François Villon
François Villon ([Fransoa Vijon], pravo ime François de Montcorbier), francoski, pesnik, * okoli 1431, Pariz, † okoli 1463.

## Življenje
François de Montcorbier se je rodil v Parizu leta 1431. Oče mu je umrl zelo zgodaj. Ostal je sam z materjo, ki ji je pozneje posvetil nekaj svojih najpomembnejših balad. Skrb zanj je prevzel duhovnik Guillaume de Villon, po katerem je mladi François prevzel priimek, in ki ga je poslal študirat na fakulteto za umetnosti. Tam je Villon diplomiral, a se je njegova študijska pot kmalu prekinila zaradi neredov na univerzi. Diplomirancev je bilo namreč preveč, svoje pa je dodala še revščina, ki je bila posledica nedavno končane stoletne vojne. 
Leta 1455 je bil Villon vpleten v prepir, v katerem je smrtno ranil nekega župnika. Natančni razlogi tega spora niso znani, vendar je moral Villon pobegniti iz Pariza, kamor se je vrnil leto kasneje, ko je bil oproščem. Kljub temu se je zopet zapletel v zlikovstva, sodeloval naj bi pri vlomu in kraji v Navarskem kolegiju. Ponovno je pobegnil iz Pariza. Pred begom je napisal delo Lais ali Mali testament, ki naj bi bilo poslovilno darilo prijateljem. V tem času naj bi Villon doživljal tudi nesrečno ljubezen.
Okoli leta 1457 je prišel na dvor Karla Orleanskega, kjer je napisal veliko pesmi in balad. Toda leta 1458 je bil odslovljen, saj so ga obtožili laži in stremuštva. Verjetno je kmalu zatem zapustil dvor, kjer ni bil več zaželen. 
Izgubile so se vse sledi o njem, vse do leta 1461, ko je bil iz neznanih razlogov zaprt v kraju Mehun. Verjetno je tu napisal še nekaj balad. Nakaj mesecev zatem je bil izpuščen. Napisal je dve baladi, eno v čast kralju, drugo pa Karlu Orleanskemu, v upanju, da bi bil sprejet na dvor. Vendar sta ga oba ignorirala. Vrnil se je v Pariz, kjer je napisal svoje glavno delo, Veliki testament. Leta 1462 je bil aretiran zaradi kraje. V zameno za obljubo, da bo škodo povrnil, so ga izpustili. Spet se je zapletel v prepir in spet so ga aretirali. Kot nepopravljivega zločinca so ga obsodili na desetletno izgnanstvo iz Pariza. Od takrat, to je, od leta 1463, so se sledi za njim popolnoma izgubile. 

## Dela
Na področju pesništva, zlasti pesniške tematike, je bil Villon pomemben inovator. O njem na sploh velja mnenje, da je bil prvi veliki pesnik in prvi veliki lirik francoske književnosti. Njegov jezik je zelo jedrnat, hoteno ljudski.
Pisal je predvsem v dveh, tedaj najpomembnejših oblikah: lai in balada, ki je bila v tistem času plesna oz. lirska pesem, z običajno tremi do štirimi rimanimi kiticami in s štirivrstično poslanico - envoi. Te pesmi je Villon zbral v Mali testament (La Lais de Maitre François Villon) in kasneje v Veliki testament (Testament).
Mali testament je nastal po prvi pomilostitvi, ko je, kot je sam trdil, zaradi nesrečne ljubezni hotel zapustiti Pariz, medtem ko je Veliki testament nastal po drugi pomilostitvi ob kronanju kralja Ludvika XI leta 1462. Pred dokončnim izgnanstvom iz Pariza je napisal še nekaj balad, nekaj pa jih je ostalo za njim v t. i. tolovajskem jeziku, ki ga še niso povsem dešifrirali.

### Veliki testament
Veliki testament je po svoji obliki zapuščinsko pismo, saj je Villon v njem izpovedal svoj pogled na svet, na svoje življenje in na življenje svoje dobe. Sestavlja ga 173 osemvrstičnih kitic, med katere je vpletenih 17 balad, troje rondojev in nekaj pesmi v osemvrstičnicah. Večino teh vložkov je napisal že prej, vendar jih je kasneje harmonično vpletel v celoto.
Veliki testament bi lahko v grobem razdelili na dva dela: v prvih sedemdesetih osemvrstičnicah lirski govorec govori o svojem zaporu, o zapravljeni mladosti, o bežnosti časa, o smrti, ki ji nihče ne uide. V drugem delu pa razda vse svoje materialno in nematerialno imetje, ki ga ima ali pa tudi ne, raznim sorodnikom in si jih tako ali drugače privošči. Ko je razdal vse imetje, poda navodila, kje in kako naj ga pokopljejo in konča z zaključno balado.
Globina Villonove pesnitve se kaže v prvem delu knjige in v vpletenih baladah. Med šale in satirične osti so pomešana najbolj mehka in globoka čustva, najbolj pa je izpostavljen strah pred smrtjo.